# Zygmunt Anczok
Zygmunt Józef Anczok és un exfutbolista polonès de la dècada de 1960.
Fou 48 cops internacional amb la selecció polonesa amb la qual participà en els Jocs Olímpics d'Estiu de 1972.
Pel que fa a clubs, defensà els colors de Polonia Bytom i Górnik Zabrze.